# Babs (automóvil)
Babs fue un automóvil diseñado para batir el récord de velocidad en tierra. Construido y conducido por el piloto galés J. G. Parry-Thomas a partir de uno de los coches de Louis Zborowski, era impulsado por un motor aeronáutico Liberty L-12 de 27 litros.

## Historia
Originalmente, Babs había sido construido con el nombre de Chitty 4. Era uno de los Chitty Bang Bang, serie de vehículos de velocidad con motor aeronáutico desarrollados por el conde Louis Zborowski. Como se había construido en la propiedad de Zborowski de Higham Park, cerca de Canterbury, también era conocido como Higham Special.
Usando un motor aeronáutico Liberty V12 de 27 litros de capacidad y 450 HP, con una caja de cambios y una cadena de transmisión procedente de un Blitzen Benz de antes de la guerra, fue el auto de carreras de mayor capacidad que jamás haya corrido en Brooklands. Todavía no completamente desarrollado en el momento de la muerte de Zborowski en 1924, J.G. Parry-Thomas lo compró por una suma de 125 libras.
Parry-Thomas reconstruyó el Babs instalándole con cuatro carburadores Zenith y su propio diseño de pistones. En abril de 1926 estableció un nuevo récord de velocidad en tierra con un registro de 171.02 mph (273.6 km/h).
"Babs" usaba cadenas externas (cubiertas por un carenado) para transmitir la potencia a las ruedas motrices. Se ha sugerido que la elevada cubierta del motor hacía necesario que Parry-Thomas condujera con la cabeza inclinada hacia un lado. Esta historia no es cierta; las fotografías muestran que el conductor podía ver hacia adelante.
Durante un intento de récord posterior en Pendine Sands, Gales, el 3 de marzo de 1927, el automóvil perdió el control a velocidades superiores a 100 mph. Babs volcó y Thomas resultó parcialmente decapitado. La posterior investigación sobre la muerte de Thomas permitió averiguar que el espacio de los asientos de Babs se redujo drásticamente y se rompieron los vidrios de los relojes. El automóvil fue enterrado en las dunas de Pendine.
Por entonces se pensó que se había roto una cadena de la transmisión, decapitando al piloto. La investigación posterior de los restos recuperados sugirió, en cambio, que un fallo de la rueda trasera derecha pudo haber causado el accidente.

## Restauración

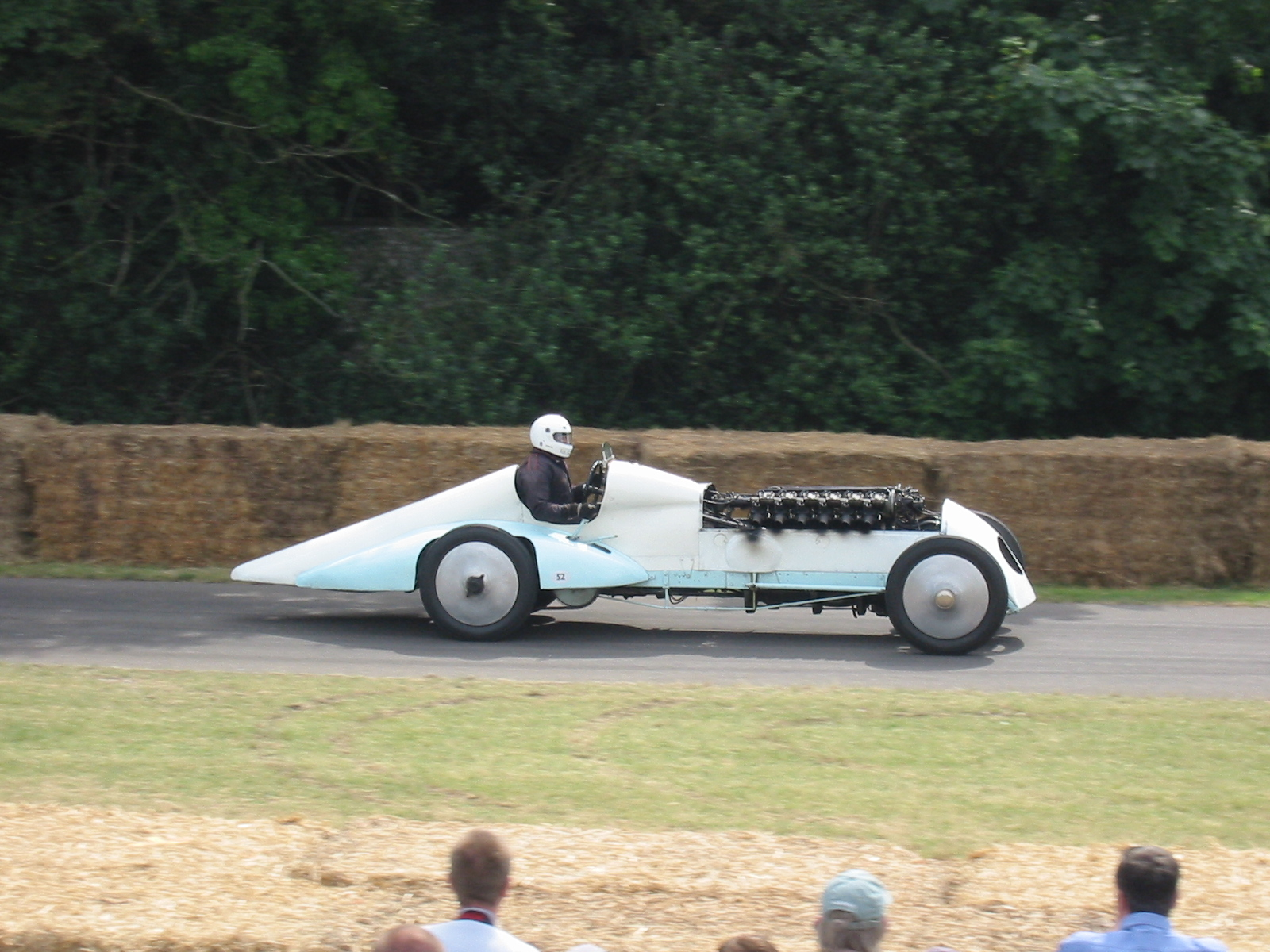
Babs restaurado en Goodwood (2005)

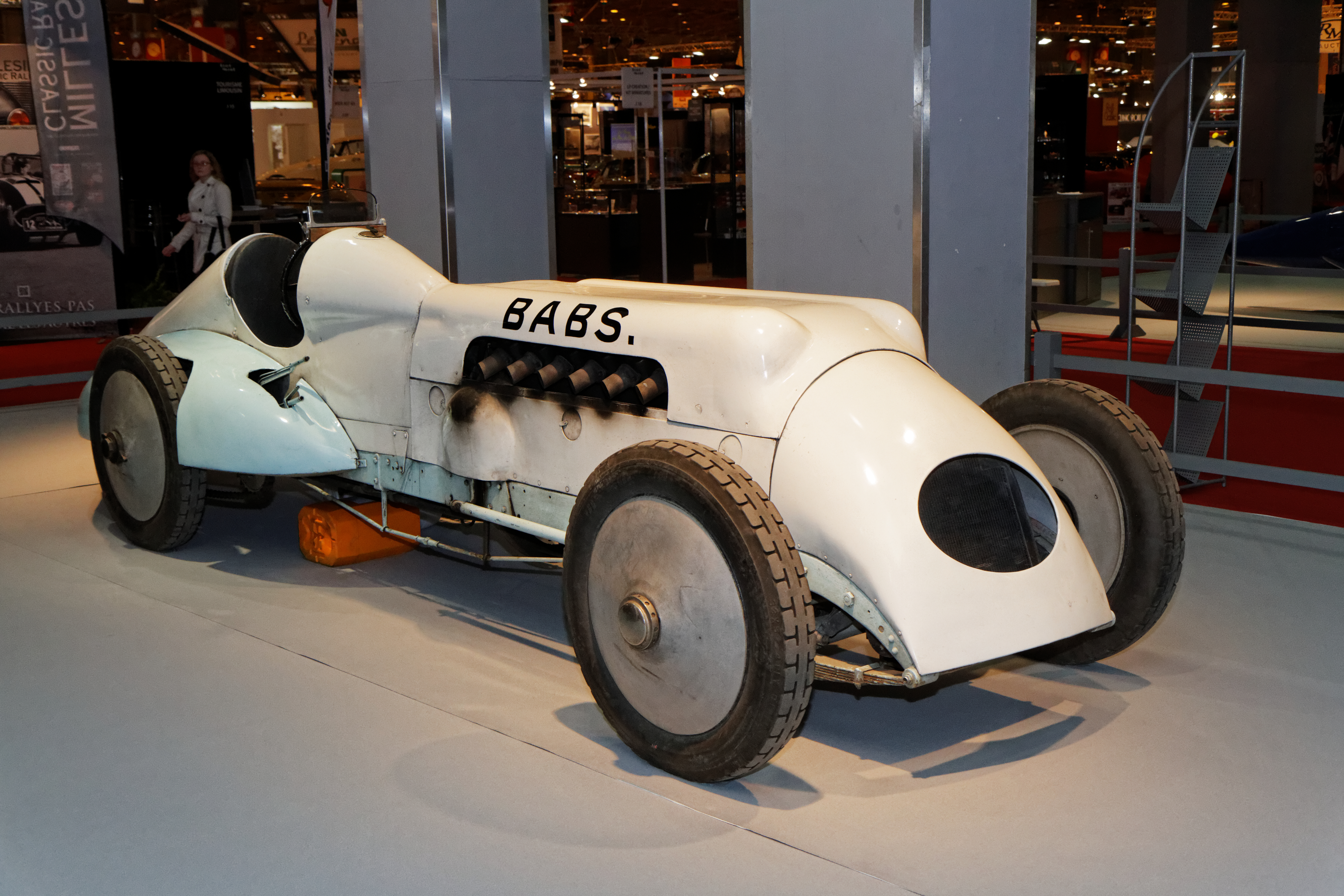
Babs en el Retromobile de París (2014)

En 1967, Owen Wyn Owen decidió desenterrar el Babs para restaurarlo. El lugar donde se había sepultado se identificó a partir de fotografías antiguas, pero se encontró que estaba dentro del perímetro del establecimiento actual de una base de cohetes. Las autoridades militares concedieron permiso para la excavación a condición de que los familiares de Parry-Thomas no se opusieran. Wyn Owen tardó dos años en localizar a un pariente vivo, un sobrino que vivía en Walsall, y finalmente se recuperó el coche accidentado. Esta recuperación fue controvertida por entonces, aunque no tanto después de la exitosa restauración del automóvil. La opinión predominante entonces era que el mal estado de los restos solo permitiría poco más que su lamentable exhibición en un museo. Pocos esperaban que pudiese recuperar nuevamente su aspecto original, y mucho menos que se consiguiera que funcionara de nuevo.
El auto estaba en muy malas condiciones. Gran parte de la carrocería se había corroído, por lo que se tuvo que construir una nueva, combinando en lo posible cualquier material original existente. Sin embargo, el tren de rodaje mecánico estaba en buenas condiciones. Incluso cuando los componentes no podían utilizarse, se conservaban lo suficiente como para actuar como un patrón. El motor era recuperable, aunque muchas piezas de repuesto nuevas tuvieron que fabricarse a partir de diseños originales.
El automóvil fue probado por primera vez con éxito en The Helyg, a principios de los años 1970. La prueba consistió en ser remolcado con un Land Rover por el propietario del garaje local (Dafydd Hughes y su mecánico Allan Hughes) a 60 millas por hora (96,6 km/h) y momento en el que Babs se arrancó. El desarrollo del cambio era tan alto, que ser remolcado era la única forma de hacer que comenzara a moverse por sus propios medios. Más adelante, el automóvil se mostró con éxito frente a la prensa mundial y la televisión en un campo aéreo cerca de RAF Valley, en Anglesey.
El trabajo de restauración se llevó a cabo en el garaje de Owen en Capel Curig, y Babs se exhibe en el Museo de la Velocidad de Pendine durante los meses de verano. El coche también participó en el Centenario del Autódromo de Brooklands en 2007.
En 1999, Owen recibió el Premio Tom Pryce, con las palabras grabadas "Atgyfodwr Babs" (Al resucitador de Babs). Tras la muerte de Owen en 2012, el automóvil es conducido por su hijo Gerraint.